# Vuelo 109 de Aeropostal
El vuelo 109 de Aeropostal era un vuelo que cubría la ruta Maracaibo - Santa Bárbara del Zulia, que se estrelló en el Páramo de Los Torres el 5 de marzo de 1991. Los 40 pasajeros y los 5 tripulantes a bordo fallecieron en este accidente.

## Aeronave
La aeronave empleada en el vuelo 109 era un McDonnell Douglas DC-9-32, que para 1991 tenía 14 años y 4 meses de servicio para Aeropostal, que lo compró a McDonnell Douglas en 1976.

## La Guillotina de Los Andes
El páramo de Los Torres es conocido entre los pilotos de aviación comercial y privada de Venezuela como La Guillotina de Los Andes, pues allí no es la primera vez que se estrella un vuelo comercial, ya que el 15 de diciembre de 1950 un DC3 de Avensa que cubría la ruta Mérida - Caracas se estrelló sin dejar sobrevivientes entre los 28 pasajeros y 3 tripulantes a bordo. 10 años después un avión de Ransa (del que nunca se supieron las características) se estrelló también en el mismo lugar, sin dejar sobrevivientes el 15 de diciembre de 1960.

## Colisión contra el páramo

Tragedia del Paramo Las Torres.

El vuelo 109 salió del Aeropuerto Internacional de La Chinita con 40 pasajeros a bordo. Más tarde el avión se estrelló contra el páramo de Los Torres, en el estado Trujillo, sin dejar sobrevivientes.
La investigación realizada por las autoridades venezolanas determinó que la causa del accidente se atribuyó al error del piloto, porque la tripulación atravesó la ruta del páramo y no el Lago de Maracaibo, el piloto trazó mal la ruta de navegación ya que tenía sintonizada una estación de radio con muy alto volumen lo que llevaron al fatal desenlace.

## Reseña televisiva
El 23 de febrero de 2008 este accidente fue reseñado en el micro Historia de accidentes aéreos en Venezuela, del canal Globovisión con motivo del accidente del vuelo 518 de Santa Bárbara Airlines.

## Similitud con el vuelo 518 de Santa Bárbara Airlines
El 21 de febrero de 2008 el Vuelo 518 de Santa Bárbara Airlines, un ATR-42, se estrelló contra el páramo de Los Conejos, a los pocos minutos de despegar del Aeropuerto Alberto Carnevali de Mérida. 43 pasajeros y tres tripulantes murieron en el accidente. Al igual que el vuelo 109, el vuelo 518 no tenía información precisa de la ruta que estaba volando.